# Зур (река)
Зур (нем. Sur) — река в Германии, протекает по земле Бавария, речной индекс 18672. Длина реки 43,65 км. Бассейн 149,79 км². Исток реки находится в окрестностях Зурберга. Высота истока 680 м. Впадает Зур в Зальцах в районе Лауфена. Высота устья 400 м.
Система водного объекта: Зальцах → Инн → Дунай → Чёрное море.